# Ordination des femmes dans le christianisme
L’ordination des femmes dans le christianisme est l'ordination des femmes comme ministre du culte dans l'Église. Il peut s’agir du ministère de diacre ou pasteur. Ces questions relèvent de contextes différents selon les Églises et font parfois l'objet de vives discussions.

## Positions théologiques

### Église catholique
Les fondements théologiques de la différence des ministères religieux entre hommes et femmes sont exposés dans la déclaration Inter Insigniores de la Congrégation pour la doctrine de la foi en 1976.
Selon la doctrine catholique, le prêtre est un sacrificateur qui agit in persona Christi : en la personne du Christ, « tenant le rôle du Christ, au point d’être son image même ». Or, toujours selon la Congrégation pour la doctrine de la foi, « l’incarnation du Verbe [(Jésus)] s’est faite selon le sexe masculin : c’est bien une question de fait, (...) indissociable de l’économie du salut ».
Les tenants de l'ordination des femmes s'opposent à cette thèse, soutenant que l'appartenance au sexe masculin n'est pas nécessaire pour agir in persona Christi, à la fois par refus de la réduction de l'humanité du Christ à sa masculinité (notamment car le Christ utilise parfois des métaphores féminines pour parler de son action), et par une interprétation extensive de la notion de in persona Christi.
La doctrine promue par les papes récents, tout en reconnaissant la commune humanité des femmes et des hommes créés à l'image de Dieu et en insistant sur la communion entre les « personnes », affirme que chaque sexe a une vocation spécifique et que leur complémentarité permettrait à l'homme et à la femme de s'appuyer l'un sur l'autre et de s'unir dans l'amour. S'ils réaffirment donc l'égalité de principe entre l'homme et la femme, les textes récents du Vatican, ajoutant systématiquement des précisions telles que « en dignité » ou « la différence de sa vocation propre, d'épouse et de mère », cantonnent les femmes dans une identité déduite de leurs rôles traditionnels. Du point de vue d'une partie des théologiens catholiques, cette approche ne prend pas en compte les apports des sciences humaines ni les problématiques vécues par les femmes actuellement.
Après le concile Vatican II (1962-1965), les démarches en faveur de l'ordination des femmes n'ont pas abouti. Dans la lettre apostolique Ordinatio Sacerdotalis de 1994, Jean-Paul II confirme la position de l'Église : « C'est pourquoi, afin qu'il ne subsiste aucun doute sur une question de grande importance qui concerne la constitution divine elle-même de l'Église, je déclare, en vertu de ma mission de confirmer mes frères (cf. Lc 22,32), que l'Église n'a en aucune manière le pouvoir de conférer l'ordination sacerdotale à des femmes et que cette position doit être définitivement tenue par tous les fidèles de l'Église ». La Congrégation pour la doctrine de la foi a précisé que ce document n'entre pas dans le champ du magistère extraordinaire, mais qu'il relève de son point de vue de l'infaillibilité au titre du magistère ordinaire, faisant partie du « dépôt de la foi » en tant que « vérité » issue des Écritures saintes et conservée par la Tradition de l'Église,, point de vue que contestent les catholiques partisans de l'accès des femmes à l'ordination presbytérale.
Des colloques pastoraux sur ce sujet se tiennent dans les diocèses de différents pays européens : l'opportunité de l’accession des femmes au diaconat y est débattue et les discussions relatives à leur ordination s'y poursuivent. Le réseau international du mouvement pour l’ordination des femmes poursuit ces démarches ; il s'agit par exemple de l'Alliance internationale Jeanne d'Arc, fondée à Londres dès 1911, de Catholic Women’s Ordination (CWO) au Royaume-Uni, Brothers and Sisters in Christ (BASIC) en Irlande, Stichting VrouwMens aux Pays-Bas et, en Allemagne, Verein Maria von Magdala – Initiative Gleichberechtigung für Frauen in der Kirche, ou encore du réseau Femmes et Ministères au Québec.
En 1996, ces organisations se sont structurées au niveau international, Women's Ordination Worldwide (WOW), mouvement qui milité en faveur de l'ordination des femmes en tant que prêtres et diacres. Elles ont le soutien du mouvement « peuple de l’Église », devenu depuis 1996 le International Movement We Are Church (IMWAC).

### Église vieille-catholique
Les différentes Églises vieilles-catholiques ont chacune une discipline propre. Les Églises de l'Europe de l'Ouest ont des femmes-prêtres ; les autres ne consacrent pas des femmes, mais acceptent de reconnaître l'ordination des femmes des autres Églises de l'union.

### Église orthodoxe
Pour l'Église orthodoxe la règle est la même que pour l'Église catholique : fidèle à la pratique et à la tradition séculaire, le sacerdoce (des prêtres ou des évêques) n'est pas un droit ni un pouvoir : il s'agit d'un service conféré par l'Église, à la suite des apôtres.

### Églises anglicanes
Dans beaucoup des Églises anglicanes, il est possible pour des femmes d'être ordonnées prêtres et même évêque dans quinze Églises de cette confession - aux États-Unis, en Écosse, au Canada ou en Nouvelle-Zélande notamment. Barbara Harris a été consacrée évêque épiscopalienne de Boston en 1989.
Le synode général de York en juillet 2008 a décidé par vote d'étendre cette capacité à l'ensemble des communions anglicane. Mais le sujet des dispositions à prendre envers les membres de l'Église qui ne reconnaissent pas le sacerdoce des femmes provoque de vives controverses. Elles aboutissent au rejet de la mise en œuvre concrète de cette proposition lors du vote du 20 novembre 2012. En novembre 2013, le synode valide cette fois-ci à une écrasante majorité l'ordination de femmes évêques. Le projet est entériné lors du synode général de l'Église d'Angleterre, le 13 juillet 2014, ouvrant désormais le ministère épiscopal aux femmes en Angleterre. Cette mesure du synode a été ratifiée par le Parlement, signée par la Reine, et validée de nouveau par le synode général, réunit le 17 novembre 2014,. L’Église d'Angleterre a nommé, le 17 décembre 2014 et pour la première fois de son histoire, une femme évêque. Libby Lane (Elizabeth Jane Holden Lane), 48 ans, ordonnée en janvier 2015 à la cathédrale d'York et qui prend son poste à Stockport, dans les environs de Manchester.
Elizabeth Awut Ngor devient la troisième évêque anglicane consacrée en Afrique et la première au Soudan du Sud. Elle est consacrée évêque le 31 décembre 2016 par Daniel Deng Bul (en), archevêque de Juba,,. Ce dernier indique : « It was in my dream to ordain a woman as bishop in the Episcopal Church of South Sudan and Sudan before I leave »,.

### Églises protestantes
Les Églises issues de la Réforme ne sont pas unanimes sur le fait d'accorder aux femmes l'accès aux ministères pastoraux de plein exercice. Celui-ci a toutefois eu tendance à se généraliser au XXe siècle.
Dans la théologie protestante, selon la doctrine du sacerdoce universel rien n'interdit en principe aux femmes de se faire entendre, Luther affirmant : « nous sommes tous prêtres, autant de chrétiens que nous sommes », désacralisant le rôle du prêtre, le sacerdoce n'étant rien d'autre qu'un ministère, un service. Le débat se fait en particulier par rapport aux Épîtres de Paul, qui envisagent la femme dans sa place traditionnelle.
Luther affirmera également en 1521 : « L'ordre, la bienséance, l'honneur exigent que les femmes se taisent lorsque les hommes parlent ; mais lorsqu'aucun homme ne parle, il devient nécessaire que les femmes prêchent ». C'est ainsi pour faire face à la pénurie d'hommes, consécutive à la guerre que les femmes vont progressivement accéder à la fonction pastorale.
Les pasteurs occupent une fonction ministérielle, tout comme le conseil presbytéral ou les diacres. Ils ne se prévalent d'aucune spécificité sacerdotale ; le protestantisme revendique que tout baptisé soit prophète, prêtre et roi ; ils peuvent être élus ou ordonnés indifféremment femme ou homme.
Leur fonction est d'abord celle d'un théologien, c'est-à-dire d'un expert ayant eu la chance d'étudier.
L'Église réformée zurichoise est la première d'Europe à ordonner des femmes, en 1918, avec Elise Pfister et Rosa Gutknecht. Elle est suivie par l'Église nationale protestante de Genève, qui consacre Marcelle Bard pasteure en 1929, 
La première femme pasteur réformée française fut Berthe Bertsch, consacrée en 1930 dans l’Église réformée d'Alsace-Lorraine, tandis que Madeleine Blocher-Saillens, nommée en remplacement de son mari pasteur, est reconnue par le Conseil de l’Église évangélique baptiste du Tabernacle à Paris en 1929. La situation resta en revanche longtemps bloquée dans l’Église réformée de France : en 1949, sous la pression d'Élisabeth Schmidt, la consécration d’une femme comme pasteur est admise, à titre exceptionnel et à condition que la candidate s’engage à rester célibataire, ce qui permet à Élisabeth Schmidt d'être consacrée. C’est finalement en 1965 que le synode national de l’ERF accepte le ministère féminin sans aucune condition ni restriction, décision qui devient exécutoire l'année suivante.
La consécration des femmes est autorisée dans les principales églises réformées (Église presbytérienne (États-Unis)) et luthériennes (Église évangélique luthérienne en Amérique).
Quelques-unes, dans des confessions qui, d'un point de vue fédéral, ouvrent tous les ministères aux femmes, sont revenues localement sur cette décision. C'est le cas des Églises luthériennes "synode du Missouri" en 1998 ; dans ces Églises toutes les femmes exerçant une fonction d'autorité (y compris l'enseignement universitaire de la théologie) se sont trouvées licenciées. Cette décision fut une occasion de départ massif de fidèles vers des confessions plus ouvertes à cette question[réf. souhaitée].

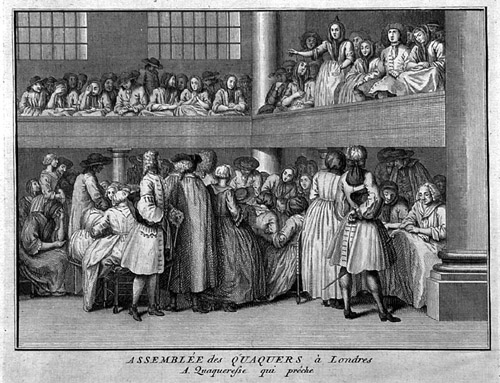
Une prédicatrice quaker à l’œuvre.

Les quakers ont ordonné des femmes comme prédicatrices dès le milieu du XVIIe siècle. À la fin du XVIIIe siècle en Angleterre, John Wesley avait ouvert aux femmes les responsabilités d'église y compris la prédication. La prédicatrice méthodiste Phoebe Palmer prend position pour le ministère féminin dans son livre The Promise of the Father (1859) et influence notamment Catherine Booth. Après un vif débat entre William et Catherine Booth, l'Armée du Salut consacre des femmes dès 1865.
On note une pasteur luthérienne dès 1873 en Allemagne, à la suite de la guerre de 1870. En France, la première femme reconnue pasteur de plein droit fut Madeleine Blocher-Saillens, veuve de pasteur et mère de famille, de l'Église évangélique baptiste du Tabernacle, à Paris. Elle fut inscrite au rôle des pasteurs en 1929. L'Église réformée d'Alsace Lorraine consacrera dès 1930 Berthe Bertsch comme pasteur, puis l’Église évangélique luthérienne de Montbéliard consacre Geneviève Jonte en 1937. Mais l'ERF résista à ce mouvement jusqu'en 1949, date où le synode national décida d'accepter un ministère pastoral féminin sous condition de célibat. Élisabeth Schmidt, la première femme réformée mandatée de plein droit en France hors Alsace, à la demande de sa paroisse, s'y engagea quoique ce principe fût résolument étranger à la Réforme. En 1965, le synode national de l’Église réformée de France accorde aux femmes et aux hommes un droit d'accès égal à la fonction pastorale.
En 2000, la proportion de femmes parmi l'ensemble des pasteurs était d'environ 20 % dans les Églises alsaciennes et lorraines de la confession d'Augsbourg et l'Église réformée de France, et d'environ 30 % dans l'Église réformée d'Alsace et de Lorraine et l'Église évangélique luthérienne de France, soit 23 % du total des pasteurs des quatre Églises. Les facultés de théologie protestante comprenaient 40 à 45 % d'étudiantes. Les femmes pasteurs restaient cependant exceptionnelles dans les Églises baptistes, malgré le précédent de 1929, et ne sont en général pas admises par les pentecôtistes.
En 2017, la Communion mondiale d’Églises réformées, qui compte parmi ses 233 membres une quarantaine d'Églises n'autorisant pas l'ordination des femmes, adopte le 3 juillet une « déclaration de foi à propos de l’ordination des femmes », où elle pose à la fois le principe de leur accès à l'ordination et celui de leur égalité de traitement avec les hommes, tant sur leurs emplois que sur leurs indemnisations.
C'est en 1992 qu'est consacrée la première femme évêque luthérienne, Maria Jepsen, au sein de l'Église protestante luthérienne du nord de l'Elbe.

### Églises évangéliques
Certaines confessions chrétiennes évangéliques autorisent officiellement le ministère pastoral des femmes dans les églises. Le ministère féminin est justifié par le fait que Marie de Magdala a été choisie par Jésus pour annoncer sa résurrection aux apôtres.

#### Églises baptistes
L’ordination de femme pasteure est autorisée dans diverses confessions baptistes. La première femme baptiste qui a été ordonnée pasteure est l’Américaine Clarissa Danforth dans une église baptiste libre en 1815. Dans les Églises baptistes américaines USA en 1882. Dans l’Union baptiste de Grande-Bretagne en 1922. La première femme pasteur française fut Madeleine Blocher-Saillens en 1929 par le Conseil de l'Église évangélique baptiste du Tabernacle, à Paris. En 1964, il y eut aussi une première pasteure dans la Convention baptiste du Sud des États-Unis ; toutefois, en 1984, alors qu’elle comptait environ 250 femmes pasteurs, elle a adopté une résolution affirmant l’exclusion des femmes du leadership pastoral. Elle confirme à nouveau son opposition au pastorat féminin en 2023, par l'excommunication pour la première fois de 5 églises qui ont nommé des femmes pasteures. Parmi les autres confessions figurent également la Convention baptiste nationale, USA en 1965 ; la Convention baptiste nationale progressiste en 1969 ; les Ministères baptistes australiens en 1978 ; la Convention des églises baptistes des Philippines en 1980 et l’Association baptiste coopérative des États-Unis en 1991, ordination qui fut l'une des raisons de son départ de la Convention baptiste du Sud,.

#### Églises pentecôtistes
Dans les Assemblées de Dieu des États-Unis en 1927 et dans l'Église Foursquare en 1975.

#### Autres Églises évangéliques
En 2023, dans l'Alliance chrétienne et missionnaire des États-Unis.

### Filmographie
- Marie Mandy, Femmes prêtres, vocations interdites, Cinéphages productions et Clin d'œil film, Arte, 2024, visionner en ligne